# 예구항
예구항은 경상남도 거제시 일운면 와현리에 있는 어항이다. 2003년 2월 3일 어촌정주어항으로 지정하여 관리하고 있다. 시설관리자는 거제시장이다.

## 어항 연혁
- 본래 왜구미방(倭仇味坊)으로 왜구, 왜구미, 외기미라 하였는데 이는 왜나라의 어선이나 왜구들이 침범하여 왜구미라 하였으며 고종(高宗) 26年(1889) 한일통어장정(韓日通漁章程)으로 일본어선(日本漁船) 예인망(曳引網)이 들어와 예구(曳龜)라 하였다.

## 어항 구역
- 수역: 56,800m2(거제시 일운면 와현리 630-13번지 수역)
- 육역: 14,300m2

## 어항 시설
- 물양장, 선착장

## 주요 어종
- 숭어, 노래미, 우럭, 광어, 멍게 등